# Камертон Диснея
«Камертон Диснея» (англ. The Pitchfork Disney) — первая пьеса Филипа Ридли. Её премьера состоялась в лондонском театре «Буш» в 1991 году. Постановку режиссировал Мэттью Ллойд, который впоследствии режиссировал большинство ранних пьес Ридли. Пьеса стала скандальным хитом, её принято считать началом нового провокационного стиля драмы «прямо в лицо» (in-your-face theater), который возник в британском театре в 90-х годах.
Камертон Диснея является первым произведением в неофициальной «Готической трилогии Ист-Энд», позднее туда же вошли пьесы «Самые быстрые часы во Вселенной» (The Fastest Clock in the Universe) и «Призрак из идеального места» (Ghost from a Perfect Place).
В 2015 году пьеса была опубликована в серии «Современная классика» издательства Bloomsbury Methuen Drama, что стало своеобразным признанием её влияния на современный британский театр.

## Сюжет
Пьесу начинают персонажи Пресли и Хейли, взрослые двойняшки, живущие вместе в лондонском Ист-Энде. Они существуют в детских фантазиях, питаясь в основном шоколадом. Их родители умерли десять лет назад, хотя подробности их судеб не уточняются.
Они рассказывают друг другу истории, обсуждают свои мечты и страхи.
Из окна они видят двух мужчин, один из которых по-видимому болен. Разволновавшись, Хейли посасывает соску с лекарством и засыпает. Вопреки их страху к чужакам, Пресли затаскивает больного в квартиру и того сразу тошнит на пол. Мужчина представляется Космо Диснеем и объясняет, что он и его партнер — шоумены. А его тошнота вызвана тем, что на представлениях он поедает тараканов, других насекомых и мелких животных. Космо эмоционально манипулирует Пресли, который рассказывает Космо о своем повторяющемся сне с участием серийного убийцы по имени «Камертон Диснея».
Когда Пресли заканчивает свой рассказ, приходит партнер Космо. Он огромный, в маске и очевидно немой. Его зовут Камертон Кэвилеа. Он снимает маску, обнажая своё обезображенное деформированное лицо, поет безмолвную песню, танцует с бессознательной Хейли и ест шоколад. Космо уговаривает Пресли сходить вместе с Камертоном по магазинам, пообещав дружбу. Когда они уходят, Космо совершает своего рода сексуальное насилие над Хейли, засунув свой смоченный в лекарстве палец ей в рот вместо соски. Пресли внезапно возвращается и, поняв истинные мотивы Космо, ломает ему этот палец. Космо убегает. Камертон ненадолго возвращается, пугает Пресли и уходит. Хейли просыпается и они оба демонстрируют страх.

## Известные постановки
Премьера
2 января 1991 года, театр «Буш», Лондон, режиссёр Мэттью Ллойд.
- Пресли Стрей — Руперт Грейвс
- Хейли Стрей — Тилли Восберг[англ.]
- Космо Дисней — Доминик Китинг
- Камертон Кэвилеа — Стюард Рейнор

Американская премьера
5 февраля 1995 года, театральная компания «Шерстистый мамонт», Вашингтон, режиссёр Роб Банди.
- Пресли Стрей — Уоллес Эктон
- Хейли Стрей — Мэри Тереза Фортуна
- Космо Дисней — Майкл Руссотто
- Камертон Кэвилеа — Билл Делани